# Partícula composta
En física, una partícula composta és un compost (de dues o més partícules o cossos), que es comporta con un sol objecte. En mecànica quàntica (en què el nombre de partícules es conserva), una partícula composta és un estat lligat en espai de Hilbert que es correspon a dues o més partícules l'energia d'interacció de la qual és negativa i, per tant, aquestes partícules no es poden separar si no és gastant energia. De tota manera, actualment és possible de tenir estats lligats de partícules compostes amb una energia d'interacció positiva sempre que hi hagi una "barrera energètica" que s'hagi de travessar per efecte túnel, perquè l'estat lligat decaigui. L'espectre energètic de l'estat lligat de les partícules compostes és discret, en canvi, el de les partícules aïllades és continu.
En general, un estat lligat es diu que existeix si, en un determinat potencial, existeixen funcions d'ones estacionàries d'energia negativa.
En la teoria quàntica relativística, un estat lligat de n partícules amb massa m1, ..., mn es mostra com un pol en una matriu S amb un centre de masses d'energia menor que m1+...+mn. Un estat lligat inestable (vegeu ressonància) mostra un pol amb un centre de masses d'energia de nombre complex.

## Exemples

Una vista de les diverses famílies de partícules elementals i de partícules compostes, així com de les teories que descriuen les seves interaccions

- Un protó i un electró es poden moure separadament; el centre de masses d'energia és positiu, i aquest parell de partícules es poden descriure com un àtom ionitzat. Un cop l'electró "orbita" al protó, l'energia es torna negativa, i es forma l'estat lligat (o partícula composta) anomenat de forma comuna hidrogen. Només l'estat energètic més baix, l'estat estacionari és estable en l'hidrogen, cosa que causa que tots els altres estats excitats siguin inestables i decaiguin en estats lligats de menys energia, emetent un fotó.
- Un nucli atòmic és un estat lligat de protons i de neutrons (els anomenats nucleons).
- Un positroni és un estat lligat inestable d'un electró i d'un positró. Aquest estat decau en fotons.
- El protó en si mateix és també un estat lligat de tres quarks. Tot i això, al contrari que en el cas de l'àtom d'hidrogen, els quarks individuals no es poden aïllar.

## En física quàntica matemàtica
Sigui {\displaystyle H} un espai de Hilbert complex i separable, {\displaystyle U=\lbrace U(t)\mid t\in \mathbb {R} \rbrace } un grup d'operadors unitaris paramètics {\displaystyle H} i {\displaystyle \rho =\rho (t_{0})} un operador estadístic sobre {\displaystyle H}. Sigui {\displaystyle A} observable sobre {\displaystyle H} i sigui {\displaystyle \mu (A,\rho )} la distribució de la probabilitat induïda de {\displaystyle A} respecte a {\displaystyle \rho } en una àlgebra {\displaystyle \sigma }-de Borel sobre {\displaystyle \mathbb {R} }. Llavors, l'evolució de {\displaystyle \rho } induïda per {\displaystyle U} es diu que està '"lligada'" respecte a {\displaystyle A} si {\displaystyle \lim _{R\rightarrow \infty }\sum _{t\geq t_{0}}\mu (A,\rho (t))(\mathbb {R} _{>R})=0}, en què {\displaystyle \mathbb {R} _{>R}=\lbrace x\in \mathbb {R} \mid x>R\rbrace }.
Exemple
Sigui {\displaystyle H=L^{2}(\mathbb {R} )} i sigui {\displaystyle A} el positró observable. Tingui {\displaystyle \rho =\rho (0)\in H} un suport compacte {\displaystyle [-1,1]\subseteq \mathrm {Supp} (\rho )}.
- Si l'estat evolutiu de {\displaystyle \rho } "mou el seu paquet d'ones constantment a la dreta", per exemple, si {\displaystyle [t-1,t+1]\in \mathrm {Supp} (\rho (t))} per tot {\displaystyle t\geq 0}, llavors {\displaystyle \rho } no és un estat lligat respecte al positró.

- Si {\displaystyle \rho } no canvia en el temps, per exemple {\displaystyle \rho (t)=\rho } per tot {\displaystyle t\geq 0}, llavors {\displaystyle \rho } és un estat lligat respecte al positró.

- De manera més general: si en l'estat evolutiu de {\displaystyle \rho } "només es mou {\displaystyle \rho } dins d'un domini lligat", llavors {\displaystyle \rho } és també un estat lligat respecte al positró.